# Anto Leikola

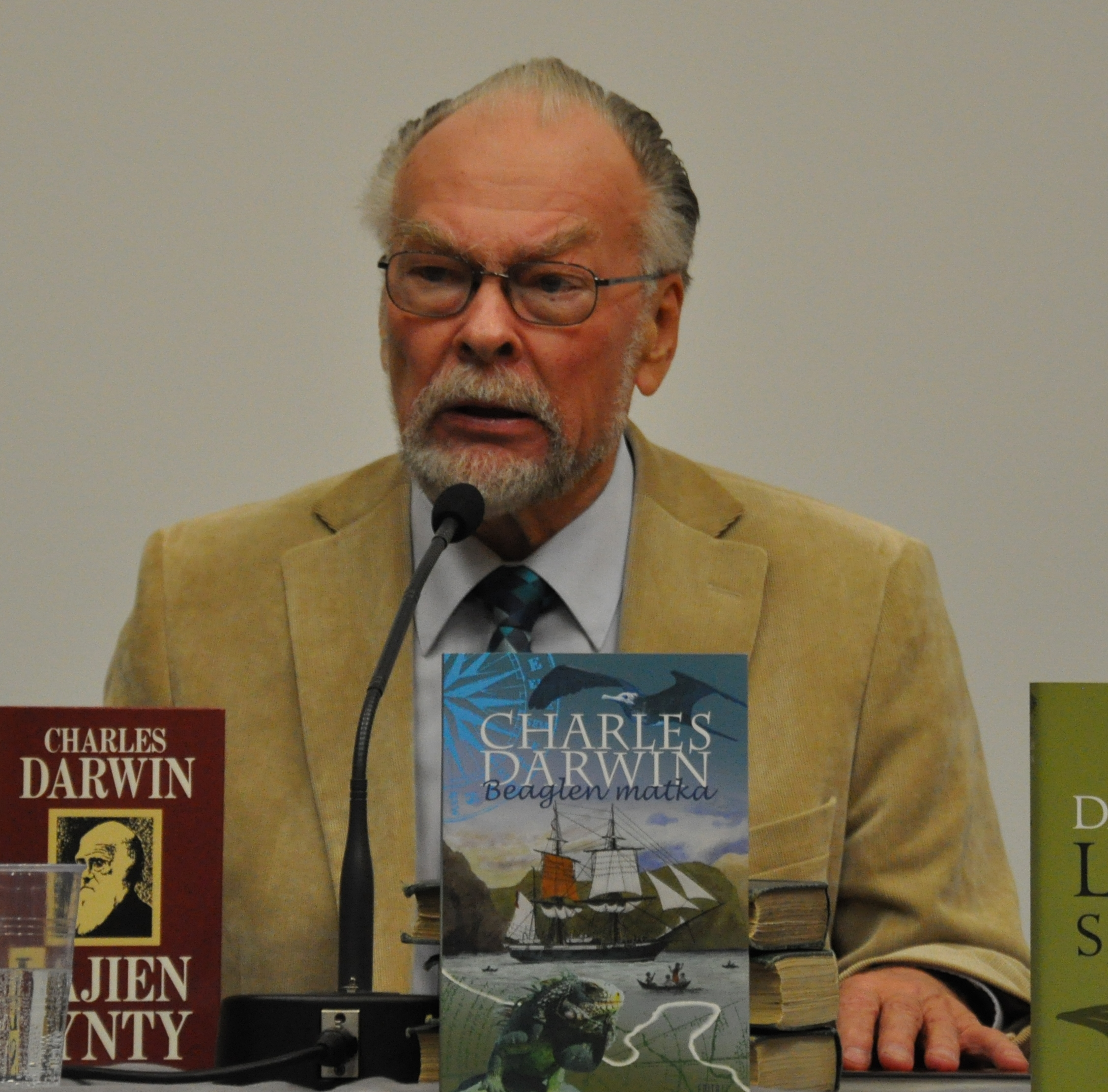
Anto Leikola år 2009.

Anto Heikki Albert Leikola, född 8 juni 1937 i Helsingfors, är en finländsk zoolog och idéhistoriker,
Leikola avlade filosofie doktorsexamen 1964. Han var 1976–1977 tillförordnad professor i zoologi vid Helsingfors universitet, i olika repriser professor i lärdomshistoria vid Uleåborgs universitet och innehade 1988–1997 en personlig professur i lärdomshistoria vid Helsingfors universitet. Tidigt i karriären var han också chef för WSOY:s facklitterära avdelning 1968–1972.
I sin akademiska gärning kombinerar Leikola humanism och naturvetenskap. Han har publicerat en rad verk i idéhistoriska ämnen och läroböcker i biologi, vid sidan av personliga essäböcker med utvecklingsbiologiska teman, exempelvis Kirjailija luonnossa (1990), Luonnon äärellä (1997), Brysselin torilla (1998) och Seireenejä, kentaureja ja merihirviöitä (2002). Han har innehaft en rad förtroendeuppdrag i finländskt kulturliv, bland annat som ordförande i Aleksis Kivisällskapet. Han är också en betydande översättare av vetenskaplig litteratur till finska (bland annat Charles Darwins verk).

## Utmärkelser
- Tre Stjärnors orden[1]

[Redigera Wikidata]